# Sherbrooke
Sherbrooke is een stad (ville) in Canada, in het zuidoosten van de provincie Québec met 145.224 inwoners (2005). Het is de grootste stad in de regio Estrie en de vierde agglomeratie in de provincie. Sherbrooke werd in het begin van de 19e eeuw door Amerikaanse loyalisten gesticht, maar de inwoners zijn tegenwoordig voor 92 procent Franstalig.
De stad is de zetel van een rooms-katholieke aartsbisschop en vormt een belangrijk onderwijscentrum. Er zijn twee universiteiten, de Franstalige Université de Sherbrooke (gesticht in 1954) met circa 30.000 studenten en de Engelstalige Bishop's University (gesticht in 1843) in de wijk Lennoxville met circa 2000 studenten. Lennoxville is een klein bastion van Engelstalige cultuur in de provincie Québec.
Sherbrooke is gelegen bij de samenvloeiing van de Saint-François- en de Magogrivier. De stad ligt in een belangrijk landbouwgebied voor melkveehouderij. Het plaatselijke bedrijf voor de vervaardiging van ijshockeysticks is het grootste ter wereld. Het stadhuis is gevestigd in een gebouw uit 1904-1906. De neogotische kathedraal Saint-Michel werd ontworpen door Louis-Napoléon Audet en gewijd in 1958. Het Musée des Beaux-Arts heeft een verzameling regionale kunst.

## Geschiedenis
De eerste kolonisten in de omgeving van Sherbrooke waren Amerikaanse loyalisten uit Vermont, die zich in het jaar 1793 in het gebied vestigden. Gilbert Hyatt, een boer uit Schenectady (deelstaat New York) vestigde hier in 1802 een graanmolen. Het dorp werd aanvankelijk Hyatt's Village genoemd en kreeg in 1818 ter ere van gouverneur-generaal John Coape Sherbrooke zijn huidige naam, die wegens het Franstalige karakter van de stad nu omstreden is.
In de 19e eeuw ontwikkelde Sherbrooke zich tot het belangrijkste regionale centrum van de zogenaamde Oostelijke Kantons (thans Estrie genaamd) dankzij de textielindustrie en de bouw van spoorwegen. Sherbrooke werd de zetel van de bisschop in 1874, die verheven werd tot aartsbisschop in 1951.
De stad werd op 1 januari 2002 aanzienlijk uitgebreid, door annexatie van de voorsteden Ascot, Bromptonville, Deauville, Fleurimont, Lennoxville, Rock Forest en Saint-Élie-d'Orford.

## Geboren
- Harry Saltzman (1915-1994), theater- en filmproducent (James Bond)
- Sylvie Daigle (1962), shorttrackster en langebaanschaatsster
- Garou (1972), zanger
- Mathieu Turcotte (1977), shorttracker
- Alex Boisvert-Lacroix (1987), langebaanschaatser
- Antoine Gélinas-Beaulieu (1992), langebaanschaatser
- Kim Boutin (1994), shorttracker
- Jérémy Gagnon-Laparé (1995), voetballer
- Jordan Pierre-Gilles (1998), shorttracker
- Marion Thénault (2000), freestyleskiester
- Magdeleine Vallieres (2001), wielrenster
- Sarah Lassez (geboortejaar onbekend), Frans actrice